# Schwanfeld
Schwanfeld é um município da Alemanha, situado no distrito de Schweinfurt, no estado da Baviera. Tem 12,00 km² de área, e sua população em 2019 foi estimada em 1.799 habitantes.